# Sophonia insignis
Sophonia insignis är en insektsart som beskrevs av William Lucas Distant 1918. Sophonia insignis ingår i släktet Sophonia och familjen dvärgstritar. Inga underarter finns listade i Catalogue of Life.